# Jean-Louis Fiszman
Pour les articles homonymes, voir Fiszman.
Jean-Louis Fiszman, né le 26 septembre 1960 à Paris et mort le 30 août 2021 à Villejuif,, est un illustrateur, dessinateur de presse et caricaturiste français travaillant pour le magazine Auto Hebdo depuis 1990. Il a aussi collaboré avec le magazine Auto Plus dans les années 1990 après avoir travaillé pour la Gazette médicale.

## Biographie
Il est connu pour résumer les courses de Formule 1 en bande dessinée de façon parodique sur les événements passés, avec quelques références à l'actualité du monde de la Formule 1 en dehors du Grand Prix, et parfois à l'actualité en général. Depuis le premier Grand Prix de l'année 1990, jusqu'au dernier Grand Prix de 2012, tous ont fait l'objet d'un résumé parodique en une page sauf un : le Grand Prix automobile de Saint-Marin 1994, où Roland Ratzenberger (au cours des qualifications) et Ayrton Senna (en course) trouvèrent la mort. Fiszman s'abstint de caricaturer ces événements.
Il publie aussi un dessin commentant l'actualité du sport automobile de la semaine dans chaque numéro d'Auto Hebdo, qu'il s'agisse de la Formule 1 ou des autres sports. Cette image demeure en 2013, alors que les bandes dessinées des Grands Prix ont été supprimées pour raisons économiques.
Jean-Louis Fiszman illustre également des livres commentant de manière parodique la Formule 1 en général.
La page Facebook officielle d'Auto Hebdo annonce son décès le 30 août 2021 des suites d'une maladie.

## Pilotes parodiés
- Jean Alesi : Lorsqu'il était chez Tyrrell, Fiszman se moquait des journalistes le harcelant pour connaître sa future écurie. Chez Ferrari, il était montré comme subissant d'innombrables pannes.
- Fernando Alonso : Reconnaissable à ses épais sourcils toujours froncés.
- Rubens Barrichello : Dessiné sous la forme d'un valet, au service de son équipe et de son coéquipier, en référence à ses années dans l'ombre chez Ferrari. Sa petite taille est également un sujet de moquerie du dessinateur.
- Jenson Button : Éternel outsider jusqu'à son titre en 2009. Sa réputation de playboy est aussi caricaturée.
- Gerhard Berger : Toujours accompagné d'un oreiller car Fiszman le considérait comme un pilote lent par rapport à son équiper Ayrton Senna. Chaque Grand Prix était pour lui une sieste dominicale. Le pilote se déclare lui-même fan de Fiszman.
- Mark Blundell et Martin Brundle : Comparés aux deux Dupondt en 1993 lors de leur association chez Ligier.
- David Coulthard : Parfois représenté en Écossais typique, avec kilt et tartan.
- Giancarlo Fisichella : N'arrivant pas souvent à gagner une course, on le voit parfois accompagné d'un chat noir.
- Romain Grosjean : Critiqué comme un dangereux chauffard, à la fois craint et détesté par ses concurrents.
- Mika Häkkinen : Envahi à la fin de sa carrière par sa vie de famille et surtout par son nouveau-né Hugo.
- Lewis Hamilton : Très chouchouté par Ron Dennis et McLaren, il est vu en 2011 comme un pilote surexcité. Depuis 2012, il ne songe qu'à récupérer son ancienne fiancée Nicole Scherzinger.
- Damon Hill : Intimidé par la cohabitation avec Prost en 1993, il est ensuite le grand rival de Schumacher. Lorsqu'il décroche son titre mondial en 1996, il prend les traits de son défunt père Graham.
- Eddie Irvine : Parfait lieutenant de Schumacher entre 1996 et 1999.
- Kamui Kobayashi : Dépeint en habile samouraï.
- Nigel Mansell : Fiszman s'est souvent moqué du pilote anglais à cause de son excès de poids. Sa moustache est largement mise en avant.
- Felipe Massa : Représenté en nain, toujours en train de pleurnicher et de se plaindre de sa voiture. En 2010, il est brocardé comme étant le larbin de Fernando Alonso. Depuis 2011, sa lenteur désespère son équipe.
- Juan Pablo Montoya : Dépeint en pilote violent et impulsif, toujours prompt à frapper ses adversaires ou sa machine.
- Satoru Nakajima : À la suite de son stupide accrochage avec Ayrton Senna au Grand Prix du Brésil 1990, le Japonais était présenté comme la bête noire du Brésilien, toujours prêt à le percuter.
- Riccardo Patrese : Le pilote italien était incarné en vieux pépé car il était le doyen du plateau au début des années 1990.
- Sergio Pérez : Reconnaissable à son sombrero mexicain.
- Nelson Piquet : Moqué en 1990-1991 pour son extravagante prime obtenue à chaque point marqué. Il avait notamment une mallette de billets à la main.
- Alain Prost : Désespéré par la non-compétitivité de ses Ferrari, puis brocardé en 1993 pour son aversion pour les courses sous la pluie. En 1995-1996, il est consultant chez McLaren et essaie tant bien que mal de remettre l'écurie dans le droit chemin. À la fin des années 1990, il est le malheureux patron de Prost Grand Prix.
- Kimi Räikkönen : Ayant un penchant pour les soirées bien arrosées, il est souvent incarné comme un personnage alcoolique, avec une bouteille de vodka à portée de main.
- Mika Salo : Malheureux remplaçant de Schumacher chez Ferrari en 1999, il doit apprendre le dur métier de pilote no 2 tout en échappant à la colère du public allemand, furieux de le voir suppléer leur idole.
- Ayrton Senna : Grand ennemi d'Alain Prost, ne pouvant supporter de finir derrière lui.
- Michael Schumacher : Représenté en champion au fair-play douteux, adepte des coups bas et habitué à se faire servir par son équipier Eddie Irvine puis surtout Rubens Barrichello. Depuis son retour en 2010, il est dépeint en vieillard lent et sénile.
- Ralf Schumacher : Moqué en comparaison avec son frère. Début 2004, son manager Willi Weber tente par tous les moyens de le transférer dans la première équipe venue.
- Sebastian Vettel : Représenté comme un enfant en bas âge, en référence à son arrivée précoce en F1. Il est montré comme un garnement capricieux et vaniteux.
- Jacques Villeneuve : Moqué pour ses teintures fantasques, puis pour son entêtement à rester chez BAR.
- Mark Webber : Depuis 2010, il est toujours ravi de contrarier son équipier Sebastian Vettel.
- Alexander Wurz : Facilement reconnaissable à sa très grand taille.

## Autres personnalités de la Formule 1
- Albert II de Monaco : Spectateur imperturbable et pas toujours enthousiaste du Grand Prix national.
- Flavio Briatore : Montré comme un peu bedonnant et d'une moralité douteuse.
- Bernie Ecclestone : Dépeint en vieux grippe-sou, agissant toujours selon ses intérêts financiers.
- Max Mosley : Haï des patrons d'écuries, il finit cloué au pilori lors de son départ de la présidence de la FIA en 2009.
- Jean Todt : Petit et tout rond, l'ancien directeur sportif de Ferrari cherchait toujours à protéger Michael Schumacher, sans aucun scrupule concernant les moyens utilisés.

## Livres
- Bobardements, Fleuve Noir, 1987,  (ISBN 2-265-03526-2)[5]
- Grands Prix 90 91 92, Sagers, 1992,  (ISBN 2-9507223-0-X)
- La F1 dans tous ses états, 1992,  (ISBN 2840450127)[6].
- Auto folie : 1993, le sport automobile en délire, octobre 1993,  (ISBN 284045050X)[7]
- Avec Alain Prost, La Formule 1 illustrée de A à Z, La Sirène, 1994, rééditions 1996, 1997, 2001,  (ISBN 288461317X)[8],[9] (OCLC 1032380838),
- Petit guide illustre de la F1, 1999,  (ISBN 2884611851)[10]
- Formule rire : F1, La Sirène, 1999, 55 p. (ISBN 978-2-88461-231-9, présentation en ligne).